# Sebastião Carlos da Silva
Sebastião Carlos da Silva, detto Carlos da Silva in Bolivia e Todinha in Brasile (San Paolo, 20 gennaio 1959), è un ex calciatore brasiliano, di ruolo attaccante.

## Biografia
Nato nella capitale dello stato di San Paolo da Sebastião da Silva e Mercedes de Souza Silva, è il minore di quattro figli (gli altri sono Edson, Samea e Isilda). Una volta ritiratosi dal calcio giocato in Bolivia, è tornato in Brasile, a San Paolo, dedicandosi all'insegnamento del calcio a bambini; aprì una scuola calcio, che poi dovette chiudere, e in seguito è divenuto presidente della Associação Craques de Sempre, una associazione di ex calciatori.

## Caratteristiche tecniche
Giocava come centravanti.

## Carriera

### Club
Dopo aver giocato a Jabaquara, tra i 10 e gli 11 anni di età, si trasferì al Palmeiras nel 1976. Debuttò a livello professionistico nel 1979, sempre con il Palmeiras di San Paolo; giocò poi, negli anni 1980, per varie squadre brasiliane, tra cui Comercial, Lençoense Paulista nello Stato di San Paolo, Uberlândia nel Minas Gerais e Ceará Sporting Club nello stato di Ceará. Dopo essere tornato al Palmeiras nel 1982, con il Paulista ottenne la promozione dalla seconda alla prima serie del campionato Paulista. Nel 1985 il Palmeiras lo cedette all'Oriente Petrolero, formazione boliviana di Santa Cruz de la Sierra. Debuttò nel 1986, e al suo primo anno nel Paese andino raggiunse il secondo posto in campionato, giacché perse in finale contro il The Strongest di La Paz. Il secondo posto si ripeté anche nel 1987: stavolta fu il Bolívar a vincere il torneo a detrimento dell'Oriente. Nel 1988 il club si fermò alle semifinali; nel 1989, invece, l'Oriente vinse il secondo torneo: Carlos da Silva dette un contributo rilevante, dato che entrambe le reti della sua squadra furono realizzate da lui, e alla fine si rivelarono decisive. Nella finale del campionato l'Oriente fu nuovamente sconfitto dal The Strongest, con gol di Gustavo Quinteros. Nel 1990 Carlso da Silva fece parte della rosa che vinse il campionato, venendo schierato, peraltro, nello spareggio per il titolo del 3 febbraio a Cochabamba. Nel 1991 fu capocannoniere del torneo, con 19 gol come Jason e Jorge Hirano. Nel 1993 passò al Guabirá di Montero: in due campionati giocò 30 partite, segnando due reti. Nel 1995 tornò all'Oriente, e disputò gran parte degli incontri di quella stagione; nel 1996 fu acquistato dall'Independiente Petrolero, con cui si ritirò dopo il campionato 1997.

## Palmarès

### Club

#### Competizioni nazionali
- Campionato boliviano: 1

Oriente Petrolero: 1990

### Individuale
- Capocannoniere della Liga del Fútbol Profesional Boliviano: 1

1991 (19 gol)